# La Fugue du Petit Poucet
Pour les articles homonymes, voir Le Petit Poucet (homonymie).
La Fugue du Petit Poucet est un conte pour enfants écrit en 1979 par l'auteur français Michel Tournier.

## Adaptation
Un album 33-tours collectif inspiré de ce conte et au profit de la Croix-Rouge française est sorti en France en 1986 et au Québec en 1987. Au Québec l'album 33-tours est vendu au profit d'un organisme (Enfant-Retour) qui aide à retrouver les enfants disparus.

### Artistes présents sur la version française
- Richard Gotainer
- Fabienne Thibeault
- Renaud
- Jacques Higelin
- Alain Souchon
- Vivien Savage
- Nathalie Simard
- Julien Picard ainsi que les Petits Chanteurs d'Asnières.

Michel Drucker assure la narration ; Claude Engel a composé la musique.
Les illustrations sont de Fernando Puig Rosado.

### Artistes présents sur la version québécoise
- Frédéric Broissoit
- Marie Eykel
- Les B.B.
- Richard Gotainer
- Jacques Higelin
- Renaud
- Fabienne Thibeault
- Les Chanteurs d'Asnières
- Yvon Deschamps assure la narration.